# Nwagu Aneke-írás
A Nwagu Aneke-írás egy szótagjelekből és néhány képjelből álló írásrendszer, amelyet Nwagu Aneke fejlesztett ki az igbó nyelv umuleri nyelvjárására az 1950-es évek végén. Aneke, aki sikeres földbirtokos és jós volt, azt állította, hogy korábban nem tanult sem olvasni, sem írni, és hogy szellemek ihlették meg, akik megmutatták neki a betűket. Az írás nem tartalmaz magánhangzókat, de hasonlít más, a 19. és 20. században kitalált nyugat-afrikai írásmódokhoz, például a vai szótagíráshoz, mivel olyan hangokra is tartalmaz karaktereket, amelyek a latin ábécében nem szerepelnek. Aneke 1991-ben bekövetkezett halála előtt több mint 100 tankönyvnyi gyarmatellenes kommentárt és naplóbejegyzést írt, mint például a The Spirits Implore Me to Record All They Have Taught Me és az I Went Round the World.

## Fordítás
Ez a szócikk részben vagy egészben  a   Nwagu Aneke script című angol Wikipédia-szócikk ezen változatának fordításán alapul.  Az eredeti cikk szerkesztőit annak laptörténete sorolja fel. Ez a jelzés csupán a megfogalmazás eredetét és a szerzői jogokat jelzi, nem szolgál a cikkben szereplő információk forrásmegjelöléseként.